# Johannesgymnasium Breslau
Das Johannesgymnasium oder Johanneum Breslau bestand vom 14. Oktober 1872 bis 1933 und war ein Humanistisches Gymnasium in Breslau. Es wurde zur Entlastung des überfüllten Maria-Magdalenen-Gymnasiums gegründet und lag in der Paradiesstraße 3 (heute ulica Stanisława Worcella 3). Der Breslauer Magistrat schuf das Gymnasium gegen den Willen des Berliner Kultusministeriums, um eine konfessionell tolerante Schule vorzuhalten, die auch Juden ohne Vorbehalte aufnahm. Je ein Drittel der Lehrer waren Protestanten, Katholiken und Juden („Breslauer Schulstreit“).
Zur Entlassung der jüdischen Lehrer durch die Nationalsozialisten geben die Tagebücher des Lehrers und promovierten Historikers Willy Cohn Einblick. Er wurde als SPD-Mitglied am 16. Juni 1933 beurlaubt: Kein Recht, nirgends: Tagebuch vom Untergang des Breslauer Judentums 1933–1941.

## Bekannte Schüler
- Hans Bendix (1909–1988), Chemiker
- Ernst Cassirer (1874–1945), Philosoph deutsch-jüdischer Herkunft
- Conrad Cohn (1901–1942), Jurist und jüdischer Verbandsfunktionär, Opfer des Holocaust
- Norbert Elias (1897–1990), Soziologe deutsch-jüdischer Herkunft
- Friedrich Epstein (1882–1943), Chemiker, Opfer des Holocaust
- Georg Epstein (1874–1942), Schriftsteller, Opfer des Holocaust
- Walter Erbe (1890–1963), Jurist, Politiker und Landrat
- Siegfried Ehrlich (1916–1996), israelischer Verleger
- Wolfgang Fuchs (1915–1997), Mathematiker
- Fritz Haber (1868–1934), Chemiker und Nobelpreisträger
- Martin Hirsch (1913–1992), Jurist, Politiker und Richter des Bundesverfassungsgerichts
- Henry M. Hoenigswald (1915–2003), deutsch-amerikanischer Linguist
- Ernst Honigmann (1892–1954), Byzantinist
- Henry Rudolph Immerwahr (1916–2013), deutsch-amerikanischer Klassischer Philologe und Epigraphiker
- Fritz Karsen (1885–1951), Reformpädagoge
- Wilhelm Kroll (1869–1939), Altphilologe
- Walter Laqueur (1921–2018), US-amerikanischer Historiker und Publizist deutsch-jüdischer Herkunft
- Siegfried Marck (1889–1957), Philosoph und Vertreter einer liberalen Sozialdemokratie
- Carl Meinecke (1873–1949), Industrieller in Breslau und Hannover
- Hans Schäffer (1886–1967), Verwaltungsjurist, Ministerialbeamter und Finanzexperte
- Carl Schott (1905–1990), Geograph
- Bernhard Schottländer (1895–1920), deutscher Politiker der USPD und Journalist
- Otto Stern (1888–1969), deutsch-US-amerikanischer Physiker und Nobelpreisträger 1943
- Charles P. Steinmetz (1865–1923), deutsch-US-amerikanischer Elektroingenieur
- Otto Toeplitz (1881–1940), deutsch-jüdischer Mathematiker

## Lehrer
- Carl Friedrich Wilhelm Müller (1830–1903), Klassischer Philologe, Direktor 1872–1897
- Bernhard Laudien (1846–?), Pädagoge, Direktor 1901–1917
- Alexis Gabriel (1875–1939), Germanist, Direktor 1918–1933
- Willy Cohn (1888–1941), Historiker, 1919–1933

## Schulgebäude

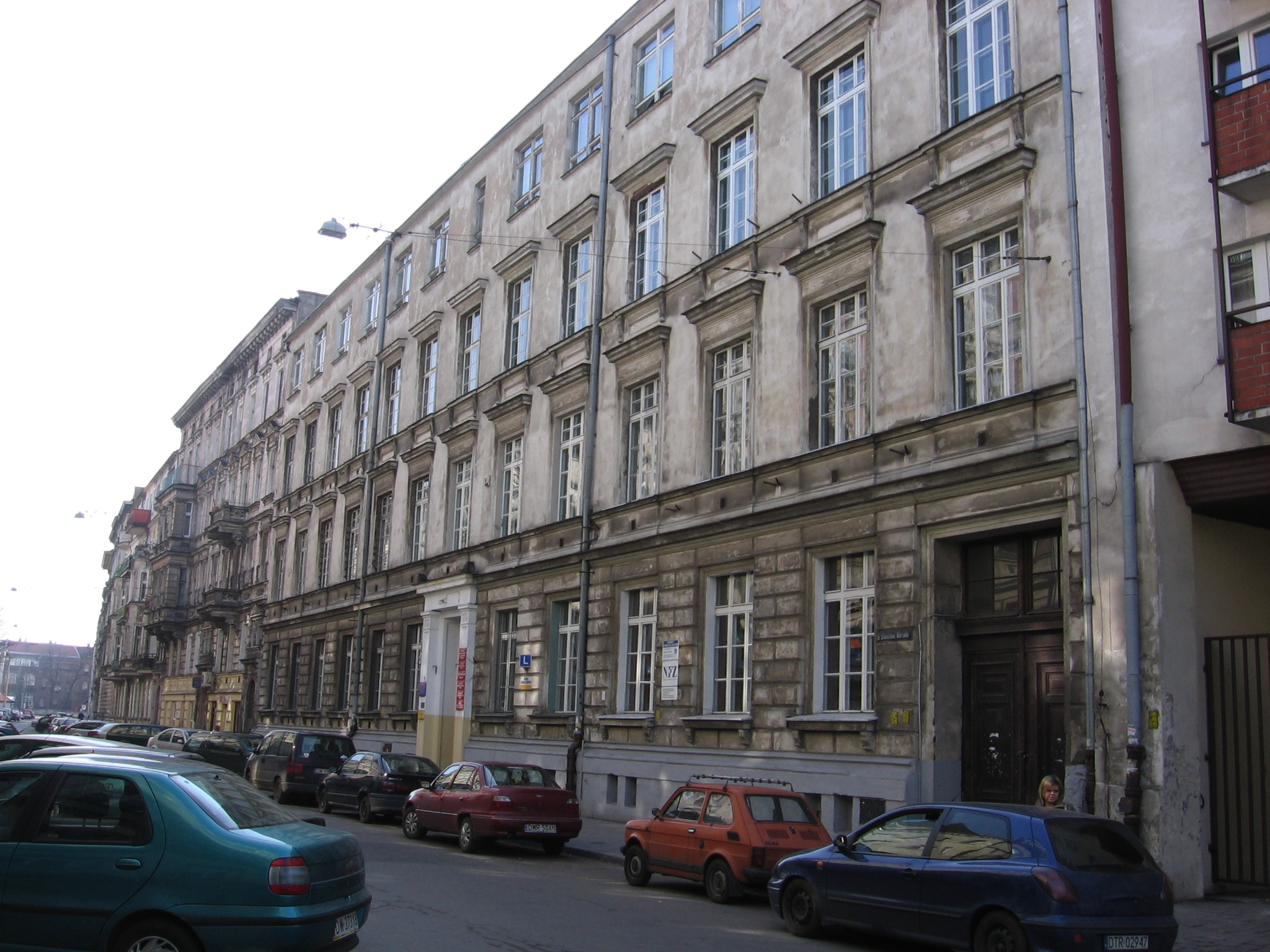
Gebäude des ehemaligen Johannesgymnasiums

Das in den Formen der Neorenaissance gehaltene, ursprünglich dreigeschossige Schulgebäude in der Paradiesstraße hat einen für diese Zeit typischen T-förmigen Grundriss, der durch Bildung von zwei seitlichen Innenhöfen und Zweispänner-Struktur der Gebäudetrakte eine hohe Ausnutzung des Baugrundstücks ermöglichte. Es wurde vom Breslauer Stadtbaurat Carl Johann Christian Zimmermann 1865 entworfen und gegen Ende des 1860er Jahre vorläufig als Interimsstandort des Magdalenengymnasiums genutzt, für das sich ein größerer Neubau auf dem alten Grundstück im Bau befand. In den Jahren 1911–1912 wurde das Gebäude von Fritz Behrendt um ein Hinterhaus erweitert. Heute werden die durch eine Aufstockung verunstalteten Gebäude von der Maria-Dąbrowska-Gesamtschule für Wirtschaft und Verwaltung (Zespół Szkół Ekonomiczno-Administracyjnych im. Marii Dąbrowskiej) genutzt.